# Замбија на Светском првенству у атлетици на отвореном 2019.
Замбија је учествовала 17. Светском првенству у атлетици на отвореном 2019. одржаном у Дохи од 27. септембра до 6. октобра шеснаести пут. Репрезентацију Замбије је представљало двоје учесника (1 мушкарац и 1 жена) који су се такмичили у две дисциплине (1 мушка и 1 жена).,
На овом првенству такмичари Замбије нису освојили ниједну медаљу нити су постигли неки резултат.

## Учесници
| Мушкарци: - Сиднеј Сиаме — 200 м | Жене: - Хелен Макумба — 100 м |  |

## Резултати

### Мушкарци
| Атлетичар    | Дисциплина | Лични рекорд | Квалификације | Квалификације | Полуфинале           | Полуфинале           | Финале               | Финале       | Детаљи |
| Атлетичар    | Дисциплина | Лични рекорд | Резултат      | Место         | Резултат             | Место                | Резултат             | Место        | Детаљи |
| ------------ | ---------- | ------------ | ------------- | ------------- | -------------------- | -------------------- | -------------------- | ------------ | ------ |
| Сиднеј Сиаме | 200 м      | 20,16 НР     | 20,58         | 4. у гр. 6    | Није се квалификовао | Није се квалификовао | Није се квалификовао | 28 / 50 (53) |        |

### Жене
| Атлетичарка   | Дисциплина | Лични рекорд | Квалификације | Квалификације | Полуфинале            | Полуфинале            | Финале                | Финале  | Детаљи |
| Атлетичарка   | Дисциплина | Лични рекорд | Резултат      | Место         | Резултат              | Место                 | Резултат              | Место   | Детаљи |
| ------------- | ---------- | ------------ | ------------- | ------------- | --------------------- | --------------------- | --------------------- | ------- | ------ |
| Хелен Макумба | 100 м      | 11,58        | 11,73         | 7. у гр. 5    | Није се квалификовала | Није се квалификовала | Није се квалификовала | 40 / 47 |        |